# 菅原大介
菅原 大介（すがわら だいすけ、1978年5月4日 - ）は、千葉県出身のサッカー指導者。JFA 公認S級コーチライセンスを有する 。現在はサッカー日本代表のセットプレーコーチを務める。

## 学歴
- 1994年 - 1997年 東海大学付属望洋高等学校
- 1997年 - 2001年 東海大学
- 2001年 - 2003年 筑波大学大学院

## 指導歴
- 2001年 - 2003年 筑波大学蹴球部 コーチ
- 2003年 - 2005年 日本女子代表、U-19女子代表テクニカルスタッフ
- 2005年 - 2006年 U-18日本代表テクニカルスタッフ
- 2006年 - 2007年 U-19、U-21日本代表テクニカルスタッフ、U-14日本選抜コーチ、ナショナルトレセンコーチ 中国担当
- 2007年 - 2008年 U-20、U-22日本代表テクニカルスタッフ、ナショナルトレセンコーチ中国担当
- 2008年 - 2009年 U-23日本代表テクニカルスタッフ
- 2009年 - 2009年8月 U-18日本代表テクニカルスタッフ、ナショナルトレセンコーチ四国担当
- 2009年8月 - 2011年 ジェフユナイテッド市原・千葉
  - 2009年8月 - 2010年 コーチ
  - 2010年 - 2011年 アシスタントコーチ
- 2011年 - 2014年 大分トリニータ ヘッドコーチ
- 2015年 - 2019年 ジェフユナイテッド市原・千葉
  - 2015年 - 2016年7月 コーチ
  - 2016年7月 - 12月 ヘッドコーチ
  - 2017年 - 2019年 コーチ
- 2020年 - 2021年 栃木SC ヘッドコーチ
- 2022年 - 日本サッカー協会
  - 2022年 - セットプレーコーチ (JFAテクニカルハウス)
  - 2023年 - U-18日本代表 コーチ